# Prokop Sieniawski (zm. 1596)
Prokop Sieniawski herbu Leliwa (ur. 14 stycznia ?, zm. 3 stycznia 1596 w Krakowie) – marszałek nadworny koronny, podczaszy nadworny koronny, członek dworu królewskiego w 1590 roku, starosta ratneński.
Jego ojcem był Prokop Sieniawski (zm. 1566), stolnik lwowski, a matką – Anna z Ostrorogów Lwowskich. Prokop Sieniawski ożenił się w 1590 z Elżbietą Łucją Gostomską (zm. 1624). 
Studiował w Wittenberdze i Lipsku, odbył podróż po Europie Zachodniej.
Poseł na sejm 1590 roku z powiatu halickiego.
Był wyznawcą kalwinizmu, przed śmiercią przeszedł na katolicyzm.
Pochowany został w podziemiach kościoła Dominikanów we Lwowie.  